# Sheinwoodiense
| Era Eratema | Periodo Sistema | Época Serie              | Edad Piso                    | Inicio, en millones de años |
| ----------- | --------------- | ------------------------ | ---------------------------- | --------------------------- |
| Paleozoico  | Pérmico         | Pérmico                  | Pérmico                      | 298,9±0,15                  |
| Paleozoico  | Carbonífero     | Carbonífero              | Carbonífero                  | 358,86±0,19                 |
| Paleozoico  | Devónico        | Devónico                 | Devónico                     | 419,62±1,36                 |
| Paleozoico  | Silúrico        | Prídoli Pridoliano       | Prídoli Pridoliano           | 422,7±1,6                   |
| Paleozoico  | Silúrico        | Ludlow Ludloviano        | Ludfordiense Ludfordiano     | 425,0±1,5                   |
| Paleozoico  | Silúrico        | Ludlow Ludloviano        | Gorstiense Gorstiano         | 426,7±1,5                   |
| Paleozoico  | Silúrico        | Wenlock Wenlockiano      | Homeriense Homeriano         | 430,6±1,3                   |
| Paleozoico  | Silúrico        | Wenlock Wenlockiano      | Sheinwoodiense Sheinwoodiano | 432,9±1,2                   |
| Paleozoico  | Silúrico        | Llandovery Llandoveriano | Telychiense Telychiano       | 438,6±1,0                   |
| Paleozoico  | Silúrico        | Llandovery Llandoveriano | Aeroniense Aeroniano         | 440,5±1,0                   |
| Paleozoico  | Silúrico        | Llandovery Llandoveriano | Rhuddaniense Rhuddaniano     | 443,1±0,9                   |
| Paleozoico  | Ordovícico      | Ordovícico               | Ordovícico                   | 486,8 ±1,5                  |
| Paleozoico  | Cámbrico        | Cámbrico                 | Cámbrico                     | 538,8±0,6                   |

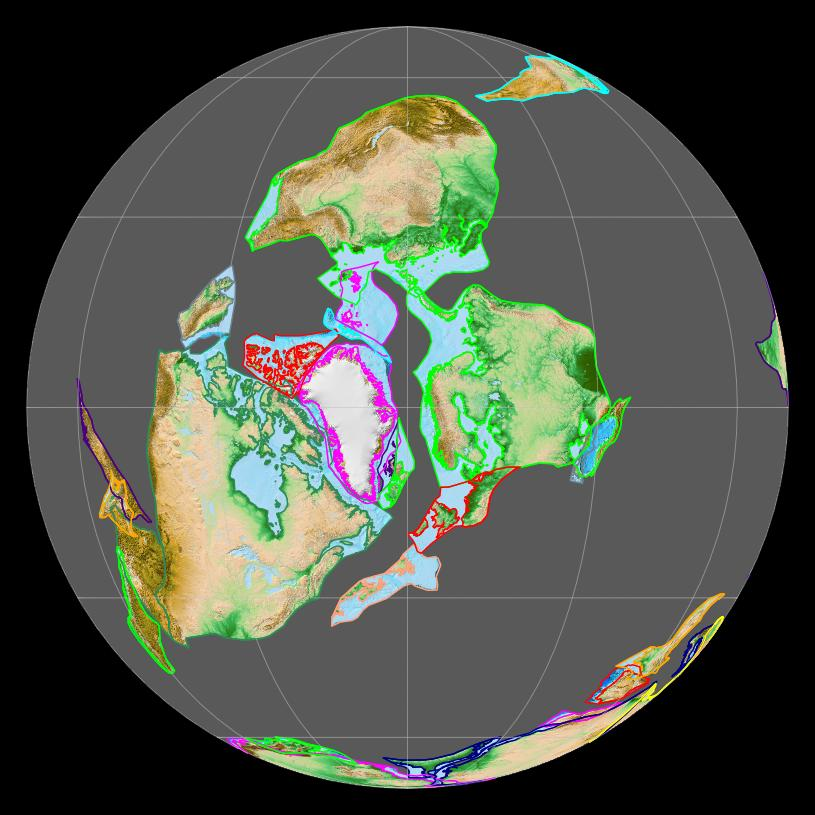
Paleogeografía de la Tierra al final del Sheinwoodiense, hace unos 430 Ma.

El Sheinwoodiense o Sheinwoodiano es el primer piso y edad del Wenlock (segunda serie y época del Silúrico) en la escala temporal geológica. Sucede al Telychiense (último piso del Llandovery) y precede al Homeriense. Se inició hace unos 432,9 millones de años y terminó hace unos 430,6 millones de años.
El nombre del Sheinwoodiense procede de la granja de Sheinwood Manor, en el norte de la parroquia civil de Much Wenlock, en el condado de Shropshire (Reino Unido).

## Sección estratotipo y punto de límite global (GSSP)
La sección estratotipo y punto de límite global (GSSP) para la base del piso Sheinwoodiense, y por tanto del Wenlock, está en la sección del arroyo Hughley, al sureste de la granja Leasows, en la parroquia civil de Hughley, próxima a la ciudad de Shrewsbury (condado de Shropshire, Reino Unido). La caracterización bioestratigráfica es actualmente imprecisa, entre la base de la biozona 5 de acritarcos y la última aparición del conodonto Pterospathodus amorphognathoides, algo más alto que la base de la biozona de graptolitos Cyrtograptus centrifugus propuesta inicialmente. El piso y el GSSP fueron aprobados por la Comisión Internacional de Estratigrafía y ratificados posteriormente por la Unión Internacional de Ciencias Geológicas en 1980.
El techo del Sheinwoodiense se define por el GSSP de la base del Homeriense, que se caracteriza por coincidir con base de la biozona de graptolitos Cyrtograptus lundgreni.